# Bady Minck
Pour les articles homonymes, voir Minck.
Bady Minck (née à Ettelbruck au Luxembourg) est une cinéaste, productrice et artiste luxembourgeoise. 

## Biographie
Bady Minck a étudié la sculpture à l'Académie des beaux-arts et le cinéma expérimental à l'Université des arts appliqués de Vienne. Elle participe aux Cannes, Berlin, Toronto, Rotterdam, Locarno, Sundance) puis expose au Centre Pompidou à Paris. Membre fondateur des sociétés de production cinématographique Amour Fou Vienna et Amour Fou Luxembourg (Luxembourg), elle vit et travaille à Vienne et au Luxembourg.
En 2009, elle est membre du jury Orizzonti (prix Orizzonti du meilleur film) du Festival de Venise,.

## Filmographie
- 1988 : Der Mensch mit den modernen Nerven (The Man with modern Nerves)[2]
- 1995 : Attwengers Luft (The Air by Attwenger)
- 1996 : Mécanomagie
- 2003 : Im Anfang war der Blick (In the Beginning was the Eye)[2],[4]
- 2005 : La Belle est la Bête
- 2006 : Roll over Mozart
- 2007 : Das Sein und das Nichts
- 2007 : Radicaux libres[2]
- 2008 : Schein Sein (Seems To Be)
- 2017 : MappaMundi[5]
- 2023 : Ingeborg Bachmann - Reise in die Wüste de Margarethe von Trotta (productrice)